# 소나기

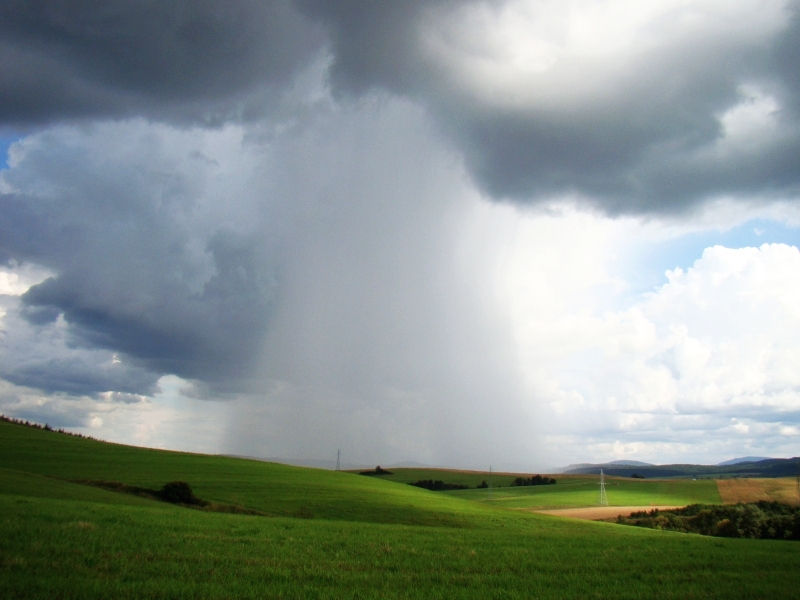

소나기(영어: rain shower)는 비교적 좁은 지역에 갑자기 내리기 시작하여 갑자기 떨어지는 비나, 강우의 세기가 갑자기 크게 변하는 비로 적운, 웅대적운, 적란운에서 내린다. 빗방울이 아주크고 돌풍, 번개, 천둥을 동반할 수 있다. 심하면 용오름과 우박까지 동반할 수도 있다. 뇌우와 비슷하며, 소낙비로도 불리고 있다.
소나기는 보통 10-20분 이내로 내리며 그 이상일 시엔 소나기라고 하지 않는다.

## 어원
이 ‘소나기’의 어원에 대해서는 오래전부터 ‘소를 내기하다’라는 설이 전해 온다. 어느 해 가뭄 때에 시골 농부 두 사람이 비가 오늘 올 것인가 내일 올 것인가를 놓고 공방을 벌이다가 급기야 내기를 걸었다고 한다. 내기에 진 사람은 이긴 사람에게 자기가 기르던 ‘소’를 주기로 한 것이다. 그런데 갑자기 억수 같은 비가 쏟아졌는데, 그 비를 ‘소’를 걸고 ‘내기’를 한 비라 하여 ‘소내기’라 불렀다는 것이다. 물론 이는 꾸며낸 이야기에 불과하다.
지금은 이와 같은 어원설을 믿는 사람이 거의 없다. 그런데 최근에 인터넷을 중심으로 또 해괴한 어원설이 떠돈다. 『두시언해(杜詩諺解)』라는 책과 「동동」이라는 고려 때의 노래를 보면, 그릇을 거꾸로 기울여서 속에 든 물건을 한꺼번에 쏟아져 나오게 하는 것을 ‘소다’라 하고, 흘러내리는 냇물을 ‘나리’라고 하는데, 이 두 말이 합쳐진 ‘소나리’에서 ‘소나기’가 나왔다는 것이다. 그렇게 보고는 ‘소나기’를 ‘쏟아지는 내’로 해석한다. ‘소다’에 대한 설명도 이상하거니와 ‘비’를 ‘내’로 해석하는 것은 더더욱 이상하다.
이와 같은 어원설 외에도 ‘천둥’을 뜻하는 함경 방언 ‘소낙’에서 왔다는 설, ‘손(날짜에 따라서 네 방위를 돌아다니며 사람의 활동을 방해하는 귀신)’과 ‘악(있는 힘을 다하여 모질게 마구 쓰는 기운)’이 결합된 단어라는 설 등도 있으나 신빙성이 없기는 마찬가지다. ‘소나기’가 이른 시기의 문헌에 ‘쇠나기’로 나온다는 사실로서도 위에 제시한 여러 어원설은 무력해진다. ‘쇠나기’는 ‘소낙’은 물론이고 ‘소내기’와 ‘소나리’와도 거리가 있다.
이쯤 되면 ‘소나기’의 어원은 ‘쇠나기’의 어원을 밝히는 것으로 설명될 수 있음을 알게 된다. ‘쇠나기’는 ‘쇠’와 ‘나기’로 분석하여 이해할 수 있다. ‘쇠’는 ‘매우, 심히’라는 뜻의 부사이다. ‘쇠’는 지금은 쓰이지 않지만 중세국어에서는 쓰이던 말이다. ‘나기’는 ‘出(출)’의 의미를 갖는 동사 ‘나－’에 접미사 ‘－기’가 결합된 어형이다. 이렇게 보면 ‘쇠나기’는 ‘심히 내리는 것’이라는 어원적 의미를 갖는다. ‘쇠나기’의 ‘쇠’와 부사 ‘쇠(몹시)’의 성조(聲調)가 평성(平聲)으로 같다는 점, 그리고 ‘소나기’가 ‘급하고 세게 내리는 비’ 곧 ‘급우(急雨)’라는 점이 이와 같은 어원적 의미를 뒷받침한다.
중세국어의 ‘쇠나기’는 18세기까지도 유지된다. 그런데 19세기에 오면 제1음절에서 ‘ㅣ’가 탈락하여 ‘소나기’로 변한다. 그리고 ‘소나기’는 ‘ㅣ’ 모음 역행 동화에 의해 ‘소내기’로 변한다. ‘소내기’가 20세기 초 이후의 문헌부터 보이고 있다. 그러나 ‘소내기’는 표준어가 아니다. 어디까지나 ‘소나기’가 표준어인 것이다.
오늘날에는 ‘소나기’와 함께 ‘소낙비’라는 단어도 쓰인다. 이 단어가 처음 보이는 것은 19세기다. 이는 물론 ‘소낙’과 ‘비’가 결합된 형태다. ‘소낙’은 ‘소나기’와 아주 동떨어진 단어가 아니다. ‘소나기’를 ‘소낙이’로 적고 그것을 ‘소낙’에 접미사 ‘－이’가 결합된 것으로 잘못 분석한 뒤, ‘소낙’에 ‘비’를 결합하여 ‘소낙비’라는 새로운 단어를 만든 것이다. 어떤 사람들은 ‘소나기’를 ‘쏘나기’로, ‘소내기’를 ‘쏘내기’로 되게 발음하기도 한다. 이런 된 발음이 나오게 된 것은 ‘소나기’가 거세게 오는 비라는 점을 크게 염두에 두었기 때문일 것이라는 추측이 많다.

## 같이 보기
- 뇌우
- 집중호우